# Hải Đồn
Chòm sao Hải Đồn (海䐁), (tiếng La Tinh: Delphinus) là một trong 48 chòm sao Ptolemy và cũng là một trong 88 chòm sao hiện đại, mang hình ảnh Cá Heo.
Chòm sao này có diện tích 189 độ vuông, nằm trên thiên cầu bắc, chiếm vị trí thứ 69 trong danh sách các chòm sao theo diện tích.
Chòm sao Hải Đồn nằm kề các chòm sao Hồ Ly, Thiên Tiễn, Thiên Ưng, Bảo Bình, Tiểu Mã, Phi Mã.

## Thiên thể
Các thiên thể đáng quan tâm
- Sao biến đổi kiểu Mira R Delphini
- Sao đôi γ Delphini